# Условный сигнал
Условный сигнал — студийный альбом группы «Магелланово Облако», выпущенный в 2014 году.

## Список композиций
| №   | Название              | Длительность |
| --- | --------------------- | ------------ |
| 1.  | «Движения»            | 4:04         |
| 2.  | «Вечность»            | 3:15         |
| 3.  | «Ангел»               | 4:44         |
| 4.  | «Падаю»               | 3:50         |
| 5.  | «Время молчать»       | 4:46         |
| 6.  | «Молчала словно пела» | 3:29         |
| 7.  | «Шелковый путь»       | 4:07         |
| 8.  | «Замёрзший цветок»    | 4:19         |
| 9.  | «Все спокойно»        | 5:39         |
| 10. | «Узнать друг друга»   | 3:59         |

## История создания
Альбом «Условный Сигнал» группы «Магелланово Облако» -это первая работа московских музыкантов с Томми Маклафлином, ирландским саунд-продюсером и гитаристом группы Villagers.
В результате получилось то, чего меньше всего ожидали от «Магелланова Облака»: звучание, которое максимально далеко от традиционных форм русского рока. Уже нет больше прежних аллюзий на БГ, нет той столь явной сладости, которая была присуща предыдущим работам группы. 

Томми Маклафлин впервые работал с российской группой и чувствовал необходимость полного понимания не только музыки, но и текстов песен. 

Специально для Томми были сделаны переводы на английский, которые он параллельно использовал в работе.
Отвечая на вопрос о том, зачем же стали делать альбом именно с ирландцами, Сергей Дворецкий рассказывает:

«Во-первых, во мне самом течет немного ирландской крови. Во-вторых, я всегда хотел сделать такой альбом, который мне бы самому было интересно слушать. Словно бы я отправляюсь в необычное путешествие.
Когда все делаешь сам, такого не происходит. Самому себя удивить сложно. Мне же музыка интересна тогда, когда каждый следующий звук непредсказуем. В этом смысле Томми Маклафлин — идеальный проводник.
Я сознательно не стал знакомить его с русской рок-музыкой. Все, что Томми слышал из российского — это только „Магелланово Облако“. В результате получается, что он воспринимает русские песни своим ирландским слухом без оглядки на русские музыкальные стереотипы. Он не знает как именно в России принято микшировать, какие тонкости баланса между инструментами принято соблюдать и прочее. Он делал звук таким, как если бы альбом собирались издавать в Дублине. Ну и самое главное: он — большой профессионал, а его группа Villagers — уже классика ирландской рок-музыки. В моем случае было бы непростительным отказаться от предложения совместной работы. От первого до последнего момента я был уверен в результате.»
Специально для издания альбома группа «Магелланово Облако» успешно провела краудфандинговую акцию на Planeta.ru, собрав более 100 % необходимых для проекта средств.
Альбом выпущен на виниловой пластинке, CD диске, а также на крупнейших цифровых площадках.
Осенью 2014 года в поддержку нового альбома прошёл российский тур по Центру, Поволжью, Уралу и Сибири, а также презентация нового альбома в Москве и Санкт-Петербурге.

5 ноября 2014 состоялась презентация альбома «Условный сигнал» в эфире программы «Живые» («Своё радио»)

## Участники записи
- Слова и музыка — Сергей Дворецкий
- Сергей Дворецкий — вокал, гитары
- Наталья Хмелевская — виолончель, голос
- Светлана Мочалина — клавишные инструменты
- Кирилл Россолимо — ударные и шумовые инструменты, диджериду
- Владимир Ерин — бас-гитара
- Андрей Каталкин — барабаны
- Роман Сапанкевич — барабаны (2 — 4, 6)
- Анастасия Бугакова — флейта (1 — 4, 6)
- Вероника Щелова — пила, голос (1)
- Анастасия Кузьмина — скрипка (10)
- Екатерина Нестерова — саксофон (5)
- Красилов Виталий — труба (5)

## О записи
Запись — студия GARAGEMUSIC, Владимир Ерин
Сведение, sound design — Tommy McLaughlin, (Attica Audio Recording, Ireland)
Мастеринг — Richard Dowling (Wav Mastering Limerick, Ireland)
Альбом издан на лейбле Cardiowave
Дизайн — Владислав Мицовский (дизайнер большинства альбомов группы Fleur)

## Интересные факты
Альбом «Условный Сигнал» — номинант премии Русский ТОП 2014 в категории «Лучший альбом».

По версии портала Репродуктор альбом вошёл топ-10 лучших альбомов 2014 г.

## Рецензии
- Наш НеФормат. Рецензии.
- Репродуктор. Магелланово Облако: «Условный Сигнал»
- InterMedia. «Магелланово облако» — «Условный сигнал» ****